# 四郎ヶ野トンネル
四郎ヶ野トンネル（しろがねトンネル）は、高知県安芸郡東洋町から同県同郡北川村に至る建設中の阿南安芸自動車道のトンネルである。一般道路となり、通行料金は無料となる予定である。

## 歴史
- 2020年（令和2年）3月31日：事業化。
- 未定 : 野根IC - 安倉交差点間の開通に伴い供用開始予定。

## 構造
急カーブや幅員狭小区間が連続し、大雨による事前通行規制や落石が日常的に起こる国道493号四郎ヶ野峠をバイパスする野根安倉道路の一部となる。四郎ヶ野トンネルは、全長8.5kmの同道路の延長の約半分を占める。1車線辺りの幅員は3.25mで、往復各1車線。トンネル内は全区間にわたり、野根ICに向かって3‰の下り勾配となる。2015年度の全国道路・街路交通情勢調査によると、現道の1日あたりの交通量は1,078台であるが、産業振興や観光活性化を見込み、完成後の計画交通量は1日あたり2,000台を想定している。